# Bohater Socjalistycznej Republiki Rumunii
Bohater Socjalistycznej Republiki Rumunii (rum. Erou al Republicii Socialiste România) – najwyższy tytuł honorowy Socjalistycznej Republiki Rumunii, wzorowany na tytule Bohatera Związku Radzieckiego. 

## Historia
Tytuł honorowy Bohatera Socjalistycznej Republiki Rumunii został ustanowiony dekretem rządu nr 166 z 1971 roku i był nadawany za szczególne zasługi w realizacji polityki wewnętrznej oraz zagranicznej kraju. Wzorem Bohatera Związku Radzieckiego, każdy wyróżniony tytułem Bohatera Socjalistycznej Republiki Rumunii otrzymywał Złotą Gwiazdę oraz Order „Zwycięstwo Socjalizmu”.

## Opis
Złotą Gwiazdą Bohatera Socjalistycznej Republiki Rumunii wykonywano ze złota, pozłacanego srebra lub złoconego brązu, w zależności od statusu społecznego odbiorcy.
Odznaczenie ma kształt pięcioramiennej gwiazdy z dwuściennymi, wypolerowanymi promieniami. Na awersie ośrodku gwiazdy znajduje się okrągły medalion wysadzany małymi diamentami (lub ich imitacją). Medalion zawiera reliefowy wizerunek godła państwowego (w związku ze zmianą godła występują dwie wersje odznaczenia). Gwiazda mocowana jest za pomocą pierścienia do zawieszki z reliefowym wizerunkiem dwóch pęczków liści laurowych, przewiązanych pośrodku wstążką z dużym rubinem (lub jego imitacją).
Rewers gwiazdy jest gładki. Na zawieszce znajduje się agrafka umożliwiająca przyczepienie odznaczenia do ubrania.

## Odznaczeni
- Nicolae Ceaușescu – Sekretarz Generalny Komitetu Centralnego Rumuńskiej Partii Komunistycznej, 1. Prezydent Rumunii (trzykrotnie – 1971, 1978, 1988)
- Ion Gheorghe Maurer – premier SRR w latach 1961–1974 (1972)
- Josip Broz Tito – Sekretarz Generalny Komitetu Centralnego Jugosławii, 1. Prezydent Jugosławii (1972)
- Elena Ceaușescu – żona N. Ceaușescu, I wicepremier rządu, członek KC RPK i Biura Politycznego RPK, kierownik Akademii Nauk SRR (1981)
- Dumitru Prunariu – jedyny rumuński astronauta, także Bohater Związku Radzieckiego (1981)
- Leonid Popow – radziecki kosmonauta, dwukrotny Bohater Związku Radzieckiego, który odbył lot kosmiczny razem z Prunariu (1981)